# HD 13336
HD 13336，又名CD-44 632，SAO 215785、HR 632，是一颗恒星，视星等为5.85，位于銀經264.22，銀緯-67.31，其B1900.0坐标为赤經2h 5m 9.7s，赤緯-43° -67.31′ 19″。